# Угер, Георгий Александрович
Георгий Александрович Угер (1905, Киев — 1972, Москва) — председатель Научно-технического комитета ВВС СССР, генерал-майор.

## Биография
После окончания Военно-воздушной академии и Энергетического института работал в Научно-исследовательском испытательном институте ВВС сначала в должности инженера, затем начальника отдела и заместителя начальника института. Занимался разработкой и испытаниями радионавигационного оборудования самолётов. В годы Великой Отечественной войны руководил работами по применению новой техники в военно-воздушных силах в боевых условиях. В 1943 был назначен членом Совета по радиолокации при Государственном Комитете Обороны. Семья переезжает в Москву, в квартиру 208 дома на набережной. С начала 1947 занимал должность председателя Научно-технического комитета ВВС СССР.
В декабре 1947 вместе с женой был арестован и осуждён по необоснованному обвинению и до января 1954 находился в заключении во Владимирском централе. После реабилитации и освобождения вёл курс электродинамики в Военно-воздушной академии. В 1955 был назначен на должность председателя Научно-технического комитета войск противовоздушной обороны, на которой проработал до ухода в отставку в 1960. В том же году был приглашён возглавить в качестве главного редактора и председателя редакционной коллегии журнал «Зарубежная радиоэлектроника», где проработал до своей смерти в октябре 1972.
Похоронен на Донском кладбище.